# La tercera muchacha
La tercera muchacha (título original en inglés: Third Girl) es una novela de ficción detectivesca de la escritora británica Agatha Christie, publicada por primera vez en 1966 en el Reino Unido y al año siguiente en Estados Unidos por la editorial Dodd, Mead and Company.

## Argumento
Hércules Poirot encuentra una joven que le dice una frase que probablemente no escuchara antes, confesándole que creía haber cometido un homicidio, pero que no tenía total certeza y que probablemente él no podría ayudarla pues era demasiado viejo. 
Es así que el detective comienza a investigar el extraño caso y descubre quien es la chica que no sabe si cometió un crimen. Uno de sus primeros descubrimientos es que ella comparte un apartamento en Londres con otras dos jóvenes, razón por la que era conocida como la tercera muchacha, sin contar que muchos la creían enferma mental. En la investigación, Poirot encuentra varios hechos en el pasado de los familiares de la muchacha, tramas paralelos, conexiones misteriosas, que lo ayuda a descubrir la verdad detrás de esta inquietante joven y luego esta muere...

## Personajes
- Hércules Poirot, famoso detective belga
- Ariadne Oliver, escritora famosa de libros de misterio
- Inspector Neele, Jefe de policía
- Sergeant Conolly, policía
- Miss Felicity Lemon, secretaria de Poirot
- George, ayudante de Poirot
- Dr. John Stillingfleet, médico
- Mr. Goby, Investigador   privado contratado por Poirot
- Norma Restarick, a joven moderna
- Mary Restarick, Madrastra de Norma
- Andrew Restarick, Padre de Norma
- Sir Roderick Horsfield, Político y exagente de espionaje retirado
- Sonia, joven asistente de Sir Roderick
- David Baker, artista
- Claudia Reece-Holland, joven que comparte apartamento con Norma en Borodene Mansions
- Frances Cary, joven que comparte apartamento con Norma en Borodene Mansions
- Miss Jacobs, vecina en Borodene Mansions

## Nombre de la novela en  otros idiomas
Esta novela ha sido traducida a varios idiomas. Esto está en consonancia con la reputación de la autora de ser la escritora más traducida.
- Alemán: Die vergessliche Mörderin (La asesina olvidadiza)
- Finés: Kolmas tyttö (Tercera Muchacha)
- Holandés: Het derde meisje (Tercera Muchacha)
- Húngaro: Harmadik lány (Tercera Muchacha), A harmadik lány (La tercera Muchacha)
- Italiano: Sono un'assassina? (¿Soy una asesina?)
- Inglés: Third Girl (Tercera Muchacha)
- Portugués: A terceira moça" (La tercera muchacha)
- Sueco: Tredje Flickan (La tercera Muchacha)